# Thargeiten
Thargeiten of tahrgeiten zijn een groep holhoornige zoogdieren uit de onderfamilie der bokken (Caprinae). Er bestaan drie levende soorten van: de himalayathargeit (Hemitragus jemlahicus) uit de Himalaya, de Arabische thargeit (Arabitragus jayakari) uit het Hadjargebergte en de nilgirithargeit (Nilgiritragus hylocrius) uit Zuidwest-India. 

## Verwantschap
Tot 2005 werden de verschillende soorten thargeiten gewoonlijk allemaal in het geslacht Hemitragus geplaatst, maar volgens de analyse van Rouquet & Hassanin (2005) zijn de drie soorten echter niet nauw aan elkaar verwant. Als reactie daarop is de Arabische thargeit, die verwant aan het manenschaap (Ammotragus lervia) blijkt te zijn, naar het geslacht Arabitragus verplaatst, de nilgirithargeit, verwant aan de schapen (Ovis), is verplaatst naar het nieuwe geslacht Nilgiritragus, en de himalayathargeit, verwant aan de geiten (Capra) is als enige overgebleven in Hemitragus. Het is echter onduidelijk bij welk geslacht de fossiele soorten Hemitragus albus, Hemitragus bonali, Hemitragus cedrensis, Hemitragus perimensis, Hemitragus sivalensis en Hemitragus stehlini horen.